# 非洲的暴風雨
《非洲的暴風雨》（英語：Storms in Africa）是由愛爾蘭女性歌手恩雅在1989年推出的單曲作品。

## 作品概要
最初在恩雅的1988年專輯《水印》中便已有收錄《非洲的暴風雨》；並且是愛爾蘭語的歌詞內容。之後在1989年《非洲的暴風雨》以單曲唱片的方式重新發行時，除有將歌詞內容改成英語、曲風給重新詮釋外，且特別標註英語歌詞版為「第二部」（Part II），另外單曲唱片中同樣收錄原有的愛爾蘭語版本。
此歌曲另有穿插在由彼得·威爾執導的1990年電影《綠卡》中。而澳洲的安捷航空公司在2001年營運結束前也是以《非洲的暴風雨》作為公司形象廣告的配曲。

## 單曲銷售成績
| 各地排行榜（1989年） | 最高名次 |
| -------------------- | -------- |
| 愛爾蘭               | 第12名   |
| 英國                 | 第41名   |